# Caravane (film, 1934)
Pour les articles homonymes, voir Caravane.
Pour plus de détails, voir Fiche technique et Distribution.
Caravane (Caravan) est un film franco-austro-américain réalisé par Erik Charell en 1934.
Une version américaine (Caravan) sortit la même année, toujours avec Charles Boyer dans le rôle de Latzi, mais avec Loretta Young dans celui de la princesse Wilma.

## Synopsis
La princesse Wilma rentre à Budapest après la mort de son père pour l'ouverture du testament. Elle découvre alors que le testament stipule qu'elle ne peut percevoir son héritage que si elle est mariée avant sa majorité. Or il y a urgence car elle atteindra sa majorité le soir même.
Il apparaît alors que son oncle le baron de Tokay a comploté de lui faire épouser son fils, le lieutenant de Tokay, un fêtard invétéré. Pour y échapper, la princesse Wilma épouse sur le champ Latzi, un jeune bohémien.
Alors qu'elle fête ses noces déguisée en bohémienne, la princesse Wilma rencontre le lieutenant Tokay qui s'éprend d'elle ...

## Fiche technique
- Titre : Caravane
- Titre original : Caravan
- Réalisation : Erik Charell
- Scénario : Robert Liebmann, Samson Raphaelson et Bernard Zimmer d'après l'histoire de Melchior Lengyel
- Décors : William S. Darling et Ernst Stern
- Costumes : Ernst Stern
- Photographie : Ernest Palmer et Theodor Sparkuhl
- Musique : Werner R. Heymann
- Chorégraphe : Sammy Lee
- Production : André Daven (superviseur) et William Fox (producteur exécutif)
- Société de production : Fox Film Corporation
- Pays de production : France, Autriche, États-Unis
- Langue : français - allemand
- Genre : Film musical
- Format : Noir et blanc - Son mono - 1,37:1
- Durée : 109 minutes
- Date de sortie : 
  - France : 24 octobre 1934

## Distribution
- Charles Boyer : Latzi
- Annabella : Princesse Wilma
- Pierre Brasseur : Lieutenant de Tokay
- Conchita Montenegro : Tinka
- Marcel Vallée : L'aubergiste
- Carrie Daumery : Mlle Thomas
- George Davis : Majordome
- Jules Raucourt : Baron de Tokay
- Luis Alberni : Chef des Bohémiens
- André Cheron : Le notaire
- Robert Graves : Le maréchal-des-logis
- André Ferrier : Le curé
- André Berley : Babos
- Armand Kaliz (non crédité) : Chef des hussards

## Musiques du film
Dans ce film musical, on entend notamment des extraits de la Marche de Radetzky et du chœur des chasseurs de l'opéra Der Freischütz.